# Индустрия компьютерных игр
Индустрия компьютерных игр (также индустрия интерактивных развлечений) — сектор экономики, связанный с разработкой, продвижением и продажей компьютерных игр. В неё входит большое количество специальностей, по которым работают десятки тысяч человек по всему миру.

## Обзор
Индустрия компьютерных игр зародилась в середине 1970-х годов как движение энтузиастов и за несколько десятилетий выросла из небольшого рынка в мейнстрим с годовой прибылью в 9,5 миллиардов долларов в США в 2007 году и 11,7 миллиардов в 2008 году (согласно ежегодным отчётам ESA).
На рынке работают как крупные игроки, так и небольшие фирмы и стартапы, а также независимые разработчики и сообщества (напр. Kickstarter и др.).
Современные[когда?] персональные компьютеры множеством новшеств обязаны игровой индустрии. К числу самых значимых относят звуковые и графические карты, CD- и DVD-приводы и центральные процессоры.
Звуковые карты изначально были разработаны для интегрирования качественного цифрового звука в компьютерные игры, и только потом звуковое оборудование было усовершенствовано под нужды меломанов.
Графические карты, которые на заре компьютерной эпохи[когда?] эволюционировали в направлении увеличения количества поддерживаемых цветов, позже стали развиваться для аппаратной поддержки графических интерфейсов пользователя (англ. GUI) и игр. Для GUI требовалось увеличение разрешения экрана, а для игр — ускорение трёхмерной графики.
Изначально CD и DVD были разработаны как недорогой и достаточно надежный способ хранения и распространения любых данных. Впоследствии, когда эти технологии стали применяться в компьютерных играх, началось их развитие в сторону увеличения скорости чтения данных.
Современные[когда?] игры — одни из самых требовательных приложений на ПК. Многие мощные компьютеры покупаются геймерами, которые требуются для запуска новейших игр, в которых используются самые передовые технологии. Таким образом, игровая индустрия тесно связана с индустрией производства центральных процессоров и других компонентов ПК, так как игры зачастую требуют более высоких аппаратных мощностей, чем бизнес-приложения[какие?].

## Цепочка ценности индустрии компьютерных игр
Бен Сойер (англ. Ben Sawyer) из Digitalmill рассматривает цепочку ценности игровой индустрии, которая составлена из шести связанных, но хорошо различимых слоев.
- Уровень издательства и капитала: издательства оплачивают разработку новых проектов и извлекают прибыль посредством лицензирования наименований.
- Уровень продукта и талантов: включает в себя разработчиков, дизайнеров, художников, композиторов, которые могут работать как по индивидуальным контрактам, так и в составе группы разработчиков.
- Уровень создания и технологий: является источником средств разработки игр, настраиваемых и расширяемых игровых движков, связующего ПО (англ. middleware), а также средств управления разработкой.
- Уровень распространения (также индустрия издателей): создание перечней игр и их продвижение в розничных и интернет-магазинах.
- Уровень аппаратного и программного обеспечения: сюда входят аппаратные базисы-платформы, в том числе такие как консоли и мобильные устройства. В этот уровень сейчас входят также и неаппаратные платформы, такие как виртуальные машины (например Java или Flash) или программные платформы, такие как браузеры и (в последнее время) Facebook.
- Уровень конечных пользователей. Иначе говоря, потребителей игр или геймеров.[3]

## Профессии
В игровой индустрии работают люди тех же профессий, что и в любом традиционном бизнесе, однако в некоторых профессиях требуется специальный опыт работы. Некоторые работодатели рассматривают только тех претендентов, кто может считаться профессионалом в сфере создания игр. Следующие профессии специфичны только для игровой индустрии: игровой программист, игровой дизайнер, дизайнер уровней, игровой продюсер, игровой художник и тестер игр. Многие из них нанимаются фирмами-разработчиками или издателями компьютерных игр. Однако многие одиночки пишут игры самостоятельно, а потом продают их. В последнее время появилась тенденция нанимать на работу наиболее опытных или наиболее авторитетных представителей сообществ моддинга игр.

## История

### 1970-е
История индустрии началась в 1971 году с запуска аркадной игры Computer Space. В следующем году компания Atari выпустила первую коммерчески успешную видеоигру Pong. Оригинальная версия на аркадных автоматах была распродана в количестве 19 тысяч штук. В течение того же года на рынок была выпущена одна из первых в истории домашняя игровая консоль — Magnavox Odyssey. Постепенно рынок как аркадных, так и домашних игр переполнился однообразными клонами Pong, что привело к кризису рынка видеоигр в 1977 году. Этот кризис был преодолен уже на следующий год, когда успеха добилась игра Space Invaders от Taito Corporation, что ознаменовало восстановление рынка видеоигр и предопределило наступление через некоторое время так называемой «золотой эры аркадных игр». Успех этой игры открыл аркадным автоматам в течение «золотой эры» путь в такие общественно значимые места как торговые центры, традиционные торговые залы, рестораны и круглосуточные магазины. Во всем мире всего было продано более 360 тысяч аркадных автоматов с игрой Space Invaders, таким образом в 1982 году игра заработала 2 миллиарда долларов монетами по 25 центов, что составляет 4,6 миллиарда долларов в ценах 2011 года.

### 1980-е
К началу 1980-х «золотая эра аркадных игр» была в расцвете. Объем рынка аркадных автоматов в США значительно увеличился с $50 млн в 1978 до $900 млн в 1981, при этом доход всей индустрии аркадных игр утроился, составив $2,8 млрд в 1980. За один только 1981 год индустрия аркадных игр в США заработала $5 млрд, то есть $12,3 млрд в ценах 2011. Пика аркадные игры достигли в 1982 году, заработав $8 млрд ($18,5 в ценах 2011), превысив суммарные продажи поп-музыки ($4 млрд) и киноиндустрии США ($3 млрд). Это также было более чем в 2 раза выше продаж рынка домашних игровых систем, которые в том же году составили $3,8 млрд. Таким образом суммарный доход рынков аркадных и домашних игр индустрии компьютерных игр в 1982 году составил $11,8 млрд (более $27,3 млрд в ценах 2011). Рынок аркадных игр продолжал приносить по $5 млрд продаж до 1985 года. Наиболее значимой игрой того периода была выпущенная в 1980 году Pac-Man от Namco, распроданная в количестве более 350 тысяч автоматов и заработавшая за год более чем $1 млрд. Общие же продажи Pac-Man за весь 20 век оцениваются превосходящими $2,5 млрд, (более $3,4 в ценах 2011).
Начало этого периода также совпало с появлением многих домашних компьютеров и энтузиастов-разработчиков игр для них. Особенно сильное влияние они оказали в Европе (компьютер ZX Spectrum) и в Азии (NEC PC-8801 и MSX). Также в это время появились первые издания, посвященные компьютерным играм, к которым впоследствии стали прилагаться разные носители данных. В 1983 году игровую индустрию в США потряс мощнейший кризис, вызванный производством большого количества весьма плохо разработанных игр (что можно охарактеризовать как «количество важнее качества»), из-за чего в американской игровой индустрии начался спад. Восстановления индустрии связано с большим успехом, которого достигла домашняя игровая приставка Nintendo Entertainment System, что привело к захвату этого рынка различными японскими компаниями типа Nintendo. Приблизительно в то же время начала обретать форму и европейская игровая индустрия с такими компаниям как, например, Ocean Software. К концу десятилетия была выпущена портативная игровая система GameBoy. В 1987 году Nintendo проиграла судебное дело против Blockbuster LLC, что сделало законным такой способ распространения игр как сдача напрокат подобно кинофильмам.

### 1990-е
В 1990-х годах произошло дальнейшее развитие технологий, сопутствующих компьютерным играм. Наиболее значимые:
- широкое внедрение CD-ROM для распространения и хранения данных;
- широкое распространение операционных систем, основывающихся на GUI, таких как AmigaOS, Microsoft Windows и Mac OS;
- существенное развитие технологий трехмерной графики и широкое распространение 3D графических процессоров, переход к трехмерной графике как к стандарту де-факто визуализации игр;
- продолжение улучшения быстродействия CPU, всестороннее развитие архитектуры;
- появление и распространение интернета, в результате чего во второй половине десятилетия стала доступной совместная игра, что привело к появлению киберспорта.

Одновременно с развитием технологий происходило и развитие рынка игр. Так в начале периода стали более успешными лицензированные игры, также как и сиквелы игр.
В 1993 году продажи компьютерных игр в мире составили $19,8 млрд ($31 млрд в ценах 2011), $20,8 млрд в 1994 ($32 млрд в ценах 2011) и приблизительно $30 млрд в 1998 ($41,5 млрд в ценах 2011). Продажи аркадных автоматов в США в 1994 составили $7 млрд ($11 млрд в ценах 2011), тогда как продажи игр для домашних консолей составили $6 млрд ($9 млрд в ценах 2011). Таким образом суммарные продажи игровой индустрии США более чем в 2,5 раза превысили продажи кинематографа в США.

### 2000-е
В течение этого периода игры по-прежнему являлись движущей силой развития компьютерных технологий, которые впоследствии применялись для других целей. Несмотря на уже солидный возраст, в индустрии компьютерных игр по-прежнему нет стабильности, новые компании неожиданно появляются на рынке и также быстро исчезают с него. В этот период было создано и стали популярными множество казуальных и инди-игр. Также крепло направление игр для мобильных платформ. Миниатюризация аппаратного обеспечения и массовое распространение мобильных телефонов способствовало появлению мобильных игровых приложений; появилось направление создания игр для социальных сетей. Особенно известен разработчик Zynga игр для социальной сети Facebook. Другим примером успешных платформ для компьютерных игр являются iOS и Android.

## Экономика

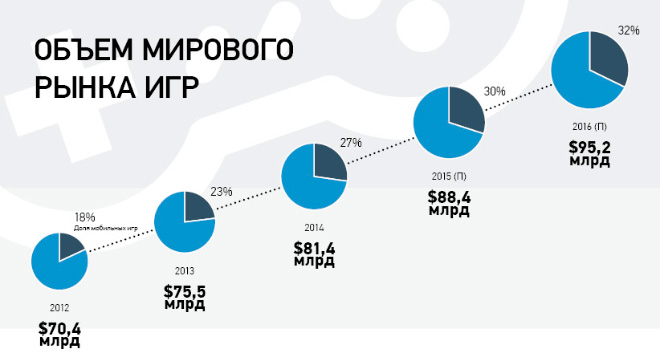

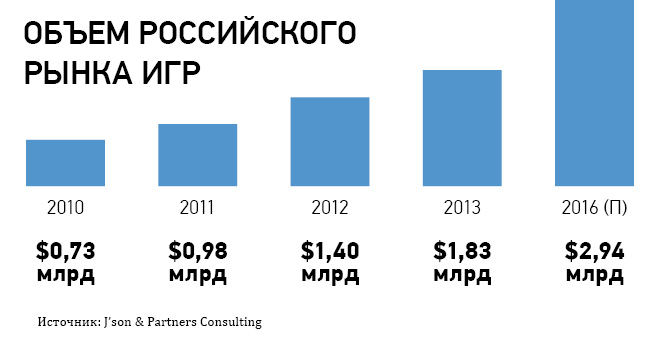

На начальном этапе существования компьютерных игр стоимость разработки была минимальной, поэтому это был прибыльный бизнес. Игры, разработанные единственным программистом или небольшой группой, состоящей из программиста и нескольких художников, могли обеспечивать продажи в количестве сотен тысяч копий. Многие из этих игр были разработаны всего за несколько месяцев, что давало возможность разработчикам выпускать по несколько игр в год. Это давало возможность издателям предлагать весьма щедрые отчисления разработчикам, включая различные роялти с проданных копий. В течение этого экономически благоприятного периода[какого?] было создано много известных компаний-издателей, например, Origin Systems, Sierra Entertainment, Capcom, Activision и Electronic Arts.
По мере развития компьютерных технологий, увеличивался и размер групп разработчиков, так как увеличивающаяся сложность графики и программирования в целом требовала все большего штата специалистов. В настоящее время[когда?] стоимость разработки может достигать десятков миллионов долларов, даже если разработчики используют связующее ПО и полностью готовые игровые движки. Большинство профессионально выполненных компьютерных игр разрабатываются в течение от одного до трех лет, что создает повышенные требования к бюджету игры.
Для снижения издержек некоторые разработчики переключаются на использование других способов распространения игр, например, цифровая дистрибуция.
В настоящее время[когда?] компьютерные игры вносят значительный вклад в мировую экономику ввиду большого успеха продаж основных игровых систем и игр вроде Call of Duty: Black Ops, заработавшая в течение первых 5 дней продаж более $600 млн, что стало мировым рекордом пятидневных продаж среди фильмов, книг и компьютерных игр.[значимость факта?] Продажи игры превысили продажи фильма Человек-паук 3: Враг в отражении, начавшиеся в те же выходные, а также предыдущий рекорд среди игр, установленный Halo 3.[значимость факта?] На успехах индустрии компьютерных игр смогло заработать множество людей, включая бывшего президента Nintendo и одного из богатейших людей Японии Хироси Ямаути.

## Особенности
Особенности индустрии компьютерных игр во многом схожи с другими ответвлениями индустрии развлечений (например, музыкальная индустрия), однако игровую индустрию часто осуждают за малые вознаграждения разработчиков. Это способствует существованию независимых разработок, которые начинаются после того, как разработчики покидают свои старые компании и основывают собственные новые компании и проекты. В наиболее значительных случаях такие компании постепенно развиваются в огромные безликие корпорации, принимающие правила ведения бизнеса своих предшественников, поддерживая таким образом упомянутый цикл.
В отличие от современной[когда?] музыкальной индустрии, для которой развитие технологий снизило стоимость создания контента практически до нуля, благодаря чему любой независимый музыкант может самостоятельно создать продукт практически профессионального качества, для создания современной компьютерной игры требуется все большее число как привлеченных к созданию работников, так и все более мощное оборудование. Это обстоятельство делает игровых издателей, финансирующих создание игр, существенно более влиятельными, чем издатели в музыкальной индустрии.

### Выход разработчиков
Для игровой индустрии типичной является ситуация, когда разработчики покидают своего настоящего работодателя, чтобы основать собственную студию. Наиболее известен случай создания «оригинального» независимого разработчика Activision, созданного бывшими разработчиками из Atari. В настоящее время Activision является одним из крупнейших в мире игровых издательств. Впоследствии основатель Activision покинул компанию, чтобы создать Accolade, другого разработчика компьютерных игр (теперь входит в Atari, ранее называвшийся Infogrames).
Activision снискала популярность среди разработчиков игр, потому что, в отличие от Atari, упоминала разработчиков как на обложках игр, так и в самих играх. После кризиса игровой индустрии в 1983 году во время периода стагнации разработчики столкнулись с значительными проблемами, работая совместно с ненадежными и ограниченными в средствах издателями, которые могли либо внезапно свернуть разработку, либо существенно уменьшить отчисления.

### Пиратство
Индустрия называет нарушения авторских прав на ПО серьёзной проблемой, требующей принятия ответных мер. Однако, технические средства защиты авторских прав и иные мероприятия вызывают стойкое недовольство в среде пользователей.

### Контроль над творчеством
На разнообразных игровых форумах некоторые игроки выражали недовольство действиями издателей, установивших контроль над творчеством разработчиков для скорейшего удовлетворения кратковременно рыночного спроса, вместо долгосрочного рискованного инвестирования в потенциально высокодоходные проекты[значимость факта?]. С другой стороны, находясь ближе к потребителю, издатели могут лучше разработчика понимать запрос потребителя. Во многом отношения между разработчиком и издателям компьютерных игр схожи и отношениями между музыкальными авторами и звукозаписывающими лейблами. Однако в отличие от музыкальной индустрии, достигшей своего пика в начале 2000-х, игровая индустрия продолжает[когда?] свой рост. Также благодаря развитию персональных компьютеров создание независимой музыки практически не требует усилий, тогда как разница между независимыми играми и играми с полным финансированием по-прежнему значительна.
В индустрии PC-игр создать стартап достаточно легко, благодаря чему на рынке существует множество успешных компаний. Индустрия консольных игр существенно более закрыта, так как в конечном итоге разработчик должен удостовериться в наличии трех лицензий от производителя консоли:
1. Лицензия на разработку игр для данной аппаратной платформы.
2. Лицензия, полученная издателем, на издание для данной платформы.
3. Отдельная лицензия, получаемая на распространение каждой игры.

Кроме того разработчик как правило должен приобрести у производителя платформы за собственные средства специальный комплекс средств разработки, чтобы просто иметь возможность вести разработку. Также разработчик должен получить одобрение игровой концепции у производителя платформы. Таким образом, обычно разработчик должен иметь заключенный контракт с издателем перед началом разработки игры, но для обеспечения безопасности сделки разработчик должен иметь хорошее портфолио консольных разработок, чем вряд ли могут похвастаться многие стартапы.

### Альтернативы
Альтернативным способом издания игр является самостоятельное издание посредством shareware-модели, либо по модели открытого кода через интернет.
Последние годы[когда?], набирает популярность модель «пожертвований» (с помощью сервисов аналогичных Kickstarter) для разработки компьютерных игр. Часто известные в прошлом разработчики игр предлагают создать идейное «продолжение» или «аналог» известных игр, если пользователи соберут запрашиваемую сумму. Примерами проектов наиболее успешно собравших средства с помощью этой схемы являются Star Citizen (запросили — $2 млн, собрали — более $100 млн.), Torment: Tides of Numenera (запросили — $1 млн, собрали — более $4,2 млн) и Elite: Dangerous (запросили — $1,25 млн, собрали — более $1,7 млн).